# Штефан Бераріу
Штефан Константін Бераріу (рум. Ștefan Constantin Berariu, нар. 14 січня 1999) — румунський веслувальник, срібний призер Олімпійських ігор 2020 року.

## Виступи на Олімпіадах
| Олімпіада  | Дисципліна | Місце |
| ---------- | ---------- | ----- |
| Токіо 2020 | четвірки   | 2     |